# Tongrube Gochsheim
Die Tongrube Gochsheim ist ein vom Regierungspräsidium Karlsruhe am 29. Dezember 1986 durch Verordnung ausgewiesenes Naturschutzgebiet auf dem Gebiet der Stadt Kraichtal im Landkreis Karlsruhe.

## Lage und Beschreibung
Das 14,6 Hektar große Naturschutzgebiet liegt am nordwestlichen Ortsrand von Gochsheim im Gewann Im Aletsberg. Es gehört naturräumlich zum Kraichgau und ist Teil des FFH-Gebiets Mittlerer Kraichgau. Im Süden grenzt das Landschaftsschutzgebiet Kraichgau an.
Das Gebiet umfasst eine ehemalige Tongrube, in der Lösslehm abgebaut wurde. Nachdem die nutzbaren Ton- und Lehmvorkommen erschöpft waren, wurde der Abbau beendet und in der Grube entwickelte sich ein strukturreicher Sekundärbiotop mit Teichen, Tümpeln, Gebüschen, Röhrichten, offenen Abbauwänden, magerem Grünland und Ruderalflächen, die einer Vielzahl von Arten Lebensraum bieten.
Ein größerer Teich mit dem Seespiegel auf 157 m ü. NHN bedeckt eine Fläche von 1,8 ha, ein kleinerer etwas über 0,2 ha. Die weniger als einen Kilometer westlich des Kraichbachs in dessen Einzugsgebiet liegenden Stillgewässer haben keine offenen Abflüsse.

## Schutzzweck
Der wesentliche Schutzzweck ist laut Schutzgebietsverordnung „die Erhaltung und Gestaltung eines Sekundärbiotops mit See, Teich, Tümpeln, Steilwänden, Rohbodenflächen, Trocken- und Ruderalstandorten, Hecken, Streuobstbäumen als Lebensraum heimischer Pflanzen und Tiere, insbesondere als Brutplatz selten gewordener Vogelarten, als Laichplatz gefährdeter Amphibien von überregionaler und nationaler Bedeutung, als Lebensraum für Reptilien, als Durchzugs- und Rastgebiet von Zugvögeln, als Lebensraum einer artenreichen Insektenwelt und als Untersuchungsgebiet der wissenschaftlichen Forschung.“